# Seo Hyang-soon
Dans ce nom coréen, le nom de famille, Seo, précède le nom personnel.
Seo Hyang-soon (née le 8 juillet 1967) est une archère sud-coréenne.

## Biographie
Seo Hyang-soon dispute les Jeux olympiques d'été de 1984 se tenant à Los Angeles où elle est sacrée championne olympique. Elle est la première femme sud-coréenne médaillée d'or olympique.